# Sellinger Veenen
De Sellinger Veenen is een voormalig kanaalwaterschap in de provincie Groningen.
Het waterschap werd opgericht met als doel het graven en onderhouden van een kanaal vanaf het Mussel-Aa kanaal van de Braambergersluis tot de Renneboomsbrug en de aanleg van zeven dwarswijken. Deze werken werden uitgevoerd in het kader van de werkverschaffing.
In 1963 werden de taken overgenomen door Westerwolde. Het waterschap bleef echter bestaan tot 1968 om de uitstaande leningen af te lossen.
Waterstaatkundig gezien ligt het gebied sinds 2000 binnen dat van waterschap Hunze en Aa's.